# Circumscripció proporcional de Kyushu
La Circumscripció proporcional de Kyushu o bloc proporcional de Kyushu (japonès: 比例九州ブロック, Hirei Kyūshū burokku) és una de les onze circumscripcions electorals de representació proporcional de la Cambra de Representants del Japó, a la Dieta Nacional del Japó. El seu àmbit son les prefectures de Fukuoka, Saga, Nagasaki, Ōita, Miyazaki, Kagoshima i Okinawa. A partir de l'introducció del vot proporcional, el districte va elegir 23 diputats en les eleccions de 1996. En 2000 va perdre dos escons. El 2017 aquest nombre es va reduir fins els 20 representants.

## Representants
| Candidatura          | Candidatura                      | Candidatura | 1996 | 2000 | 2003 | 2005 | 2009 | 2012 | 2014 | 2017 | 2021 | 2024 |
| -------------------- | -------------------------------- | ----------- | ---- | ---- | ---- | ---- | ---- | ---- | ---- | ---- | ---- | ---- |
|                      | Partit Liberal Democràtic        | PLD         | 9    | 7    | 8    | 9    | 7    | 7    | 8    | 7    | 8    | 7    |
|                      | Partit Democràtic Constitucional | PDC         | -    | -    | -    | -    | -    | -    | -    | 3    | 4    | 4    |
|                      | Partit Democràtic Popular        | PDP         | -    | -    | -    | -    | -    | -    | -    | -    | 1    | 2    |
|                      | Kōmeitō                          | KMT         | -    | 3    | 3    | 3    | 3    | 3    | 4    | 3    | 4    | 3    |
|                      | Partit Comunista del Japó        | PCJ         | 2    | 2    | 1    | 1    | 1    | 1    | 2    | 1    | 1    | 1    |
|                      | Reiwa Shinsengumi                |             | -    | -    | -    | -    | -    | -    | -    | -    | 0    | 1    |
|                      | Nippon Ishin no Kai              | Ishin       | -    | -    | -    | -    | -    | 4    | 3    | 1    | 2    | 1    |
|                      | Sanseitō                         | San         | -    | -    | -    | -    | -    | -    | -    | -    | -    | 1    |
|                      | Partit Socialdemòcrata           | PSD         | 2    | 3    | 2    | 1    | 1    | 1    | 1    | 1    | 0    | 0    |
| Partits desapareguts |                                  |             |      |      |      |      |      |      |      |      |      |      |
|                      | Partit Democràtic                | PD          | 3    | 4    | 7    | 7    | 9    | 3    | 3    | -    | -    | -    |
|                      | Partit de la Nova Frontera       | PNF         | 7    | -    | -    | -    | -    | -    | -    | -    | -    | -    |
|                      | El Vostre Partit                 | VP          | -    | -    | -    | -    | 0    | 1    | -    | -    | -    | -    |
|                      | Partit del Futur del Japó        | PFJ         | -    | -    | -    | -    | -    | 1    | 0    | -    | -    | -    |
|                      | Partit Liberal                   | PL          | -    | 2    | -    | -    | -    | -    | -    | -    | -    | -    |
|                      | Partit de l'Esperança            | PE          | -    | -    | -    | -    | -    | -    | -    | 4    | -    | -    |
| Total                | Total                            | Total       | 23   | 21   | 21   | 21   | 21   | 21   | 21   | 20   | 20   | 20   |